# Pharacocerus fagei soudanensis
Pharacocerus fagei là một phân loài nhện trong họ Salticidae.
Loài này thuộc chi Pharacocerus. Pharacocerus fagei soudanensis được Lucien Berland & Millot miêu tả năm 1941.